# فصل الخطاب في تحريف كتاب رب الأرباب
فصل الخطاب في تحريف كتاب رب الأرباب أو فصل الخطاب في إثبات تحريف كتاب الأرباب - نظراً لاختلاف الأقوال في تحديد اسمه -؛ هو أحد أشهر كتب المحدّث الشيعي حسين النوري الطبرسي بالرغم من قلّة طبعاته، وذلك لحساسيّة الموضوع الذي أُلّف فيه هذا الكتاب، وهو موضوع تحريف القرآن. والجدل حول الكتاب كبير، ففي الوقت الذي يتّخذ خصوم الشيعة - وخاصة من أهل السنة - هذا الكتاب مطعناً على الشيعة وتأكيداً لاتهامهم بالقول بتحريف القرآن؛ فإن جمعاً كبيراً من الشيعة يردّون على ذلك، وينفون كون الكتاب في إثبات التحريف، بل في نفيه.

## عرض الكتاب
يعتقد الشيعة الإثني عشريَّة بأنَّ القرآن هو «الوحي الإلهي المنزل» على النبي محمد، وأنَّه «معجزته الخالدة التي أعجزت البشر عن مجاراتها في البلاغة والفصاحة وفيما احتوى من حقائق ومعارف عالية»، ويؤكدون القول بأن القرآن لا يعتريه التبديل والتغيير والتحريف، ويصفون القائل بالتحريف بأنه «مخترق أو مغالط أو مشتبه، وكلهم على غير هدى». ويعتقدون «بوجوب احترام القرآن» و«وتعظيمه بالقول والعمل، فلا يجوز تنجيس كلماته حتى الكلمة الواحدة المعتبرة جزأ منه على وجه يقصد أنها جزء منه، كما لا يجوز لمن كان على غير طهارة أن يمس كلماته أو حروفه».
ويوجه الاتهام للشيعة الإثني عشريَّة كثيراً بالقول بتحريف القرآن، بالرغم من تصريحهم وإصرارهم على عدم تحريف القرآن وقولهم بوجوب «الإيمان بكونه منزلاً من الله، وكونه معجزاً، وإنكاره والاستخفاف به كفر»، واستند خصوم الشيعة الإثني عشريَّة إلى روايات موجودة في كتب الحديث المعتبرة عند الشيعة الإثني عشريَّة لا ينكرون اعتبارها، ولكنَّهم يوجهون معنى التحريف إلى تغيير التأويل وتغيير التفسير، وليس إلى تغيير الألفاظ والتغيير والتحريف أو الزيادة فيها، وقد ألَّف العديد منهم كتباً في نفي التحريف. ويوجه الاتهام للمحدِّث الشيعي حسين النوري الطبرسي صاحب كتاب فصل الخطاب الذي أورد فيه العديد من روايات التحريف، غير أنَّ تلميذه آغا بزرگ الطهراني «يصر على أن الميرزا النوري لم يكن معتقداً بمضامين هذه الروايات، ولم يكن معتقداً بكون القرآن ناقصاً ومحرفاً»، وقد جاء إصراره في ذكره لكتاب أستاذه في موسوعة الذريعة الذي ذكر فيه أنَّ أحد علماء الشيعة قد كتبوا رداً على كتاب النوري، ولمَّا بلغ النوري الرد كتب رسالة في الجواب عن الاشتباهات الحاصلة في كتابه فصل الخطاب، وقال: «لا أرضى عمَّن يطالع (فصل الخطاب) ويترك النظر إلى تلك الرسالة». وذكر في أول الرسالة الجوابية أنَّ الاعتراض مبني على المغالطة في لفظ التحريف، فإنه مراده ليس التحريف التغيير والبديل، بل خصوص الإسقاط لبعض المنزل المحفوظ عند أهله، وليس مراده من الكتاب القرآن الموجود بين الدفتين، ويقول بعض المعاصرين من علماء الشيعة الإثني عشريَّة أنَّه «لو سلمنا أنَّ الشيخ النوري يعتقد بنقصان القرآن، فهو قوله، لا قول الطائفة، قول الواحد لا ينسب إلى الطائفة». والطهراني نفسه يؤكد في الذريعة على أنَّ «لا ريب في أنَّ القرآن الشريف المنزل إلى قلب سيد المرسلين ﷺ بلفظ عربي مبين هو هذا المجموع بعين ألفاظه المنزلة من غير تصرف لأحد من البشر فيها بالضرورة من الدين الموضوع بين الدفتين، وهو كتاب الإسلام والحبل الممدود من مقدس شارعه إلى سائر الأنام». وعلى أي حال، فإنه لا تكاد تخلو أي دراسة نقدية للشيعة الإثنا عشرية ومعتقداتهم إلا والاتهام لهم بتحريف القرآن مسطور هناك، وبإزاء ذلك هناك من بعض المخالفين للإثني عشرية من السنة وغيرهم من نزَّهوهم عن القول بتحريف القرآن كرحمة الله الهندي، ومحمد عبد الله دراز، ومحمد محمد المدني وغيرهم.

## صور

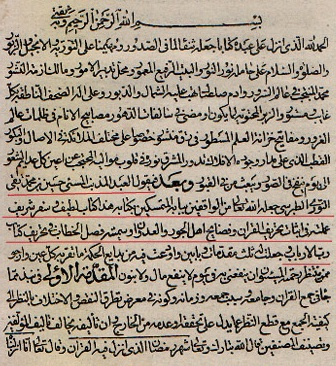
مخطوطة منسوبة لكتاب فصل الخطاب.

## الردود الشيعية
- ردّ على النوري الطبرسي معاصره محمد حسين الشهرستاني بكتابه حفظ الكتاب الشريف عن شبهة القول بالتحريف.[8]
- ردّ عليه كذلك معاصره محمود المعرّب الطهراني بكتابه كشف الارتياب عن تحريف الكتاب.[9]
- ردّ محمد جواد البلاغي عليه في تفسيره آلاء الرحمن في تفسير القرآن عند بيانه لعقيدته في عدم تحريف القرآن.
- ردّ أبو القاسم الخوئي عليه في تفسيره البيان في تفسير القرآن.
- ردّ علي الكوراني عليه في كتابه تدوين القرآن.
- ردّ رسول جعفريان عليه في كتابه أکذوبة تحریف القرآن.

## المدافعون عنه
- حين وصل النوري الطبرسي ردّ المعرّب الطهراني عليه؛ كتب رسالة جوابية باللغة الفارسية في تبيين الإشكالات الموجّهة إليه، وأنه لم يقصد القول بتحريف القرآن. ونقل تلميذه الطهراني القول عنه بأنّه «كان يوصى كل من عنده فصل الخطاب أن يضم إليه هذه الرسالة التي هي في دفع الشبهات التي أوردها الشيخ محمود عليه».[10]

- كان آغا بزرگ الطهراني من تلامذة النوري الطبرسي البارزين، وقد دافع عن أستاذه عند ذكره لكتابه هذا في موسوعته الذريعة إلى تصانيف الشيعة إذ قال: «أثبت فيه عدم التحريف بالزيادة والتغيير والتبديل وغيرها، مما تحقق ووقع في غير القرآن، ولو بكلمة واحدة، لا نعلم مكانها».[4] كما ألّف كتابه النقد اللطيف في نفي التحريف عن القرآن الشريف لهذا الخصوص فقال عند ذكره إيّاه: «كتبناه دفاعاً عن شيخنا النوري».[11]
- تحدث محمد الحسيني الشيرازي في مجلّد السنّة المطهّرة من مجلّدات موسوعته الفقهيّة فقال: «وقد نقل لي السيد النجفي المرعشي، وعالم آخر من علماء العراق أن الحاج النوري كتب كتابه (فصل الخطاب) في عدم تحريف الكتاب، وإنما زيّده ونقّصه بعض أيادي المستعمرين في غفلة من المسلمين، وسماه (في تحريف)».[12]

- نفى علي الحسيني الميلاني تهمة القول بالتحريف عن النوري الطبرسي، ثمّ قال مدافعاً عن عقيدته: «لو سلمنا أنَّ الشيخ النوري يعتقد بنقصان القرآن، فهو قوله، لا قول الطائفة، قول الواحد لا ينسب إلى الطائفة»[3]